# أرنولد مولر
أرنولد مولر (بالألمانية: Arnold Möller)‏ هو رياضياتي ألماني، ولد في عام 1581 في لوبيك في ألمانيا، وتوفي في لوبيك أيضا في عام 1655.